# Stephen Strange (Marvel Cinematic Universe)
Stephen Strange, také známý jako Doctor Strange, je fiktivní postava z filmů Marvel Cinematic Universe, založená na stejnojmenné postavě z komiksů Marvel Comics. Strange je brilantní, ale arogantní chirurg, který po autonehodě objeví magii a stává se mistrem mystických umění, přičemž pomocí svých nově nalezených schopností chrání Země před magickými a mimozemskými hrozbami.
Od svého debutu ve filmu Doctor Strange se objevil v dalších pěti filmech a seriálu Co kdyby…?. Ve všech projektech ho ztvárnil Benedict Cumberbatch, který za svůj výkon získal ohlas u kritiků a byl nominován na několik cen.

## Fiktivní biografie

### Mládí
Strange měl mladší sestru Donnu, která ale ještě jako dítě propadla ledem, když si s ní hrál na zamrzlém rybníce a utopí se. Strange se díky tomu stane doktorem, neurochirurgem, jelikož si vyčítá, že ji nemohl zachránit.

### Mistr mystických umění
V roce 2016 je Strange bohatým, uznávaným, ale arogantním neurochirurgem, který si při cestě na večeři vážně zranil ruce při autonehodě. Kolegyně Christine Palmerová se mu snaží pomoci, ale Strange ignoruje její pokusy a marně provádí experimentální operace, aby se mu uzdravili ruce za cenu svého bohatství. Strange se později dozví o paraplegikovi Pangbornovi, kterého Strange odmítl dříve léčit, protože si všiml, že má malou šanci na uzdravení, ale záhadně znovu začal používat nohy. Pangborn nasměruje Strange do Kamar-Taje, kde je zachráněn před bandou zlodějů čarodějem Mordem. Ten mu řekl jestli hledá Kamar-Taj a vzal Strange k Prastaré. Prastará ukázala svoji sílu Strangeovi a odhalí astrální rovinu a další dimenze, včetně Zrcadlové. Neochotně souhlasí s tím, aby vyškolila Strange, jehož arogance a ambice jí připomínají odpadlíka Kaeciliuse, který nedávno ukradl stránky z důležité knihy z knihovny Kamar-Taje.
Strange se dozví, že Země je chráněna před hrozbami z jiných dimenzí štítem generovaným ze tří budov zvaných Svatyně v New Yorku, Londýně a Hongkongu, které jsou všechny propojené a přístupné z Kamar-Taje. Strange použije svojí paměť a tajně čte text, ze kterého Kaecilius ukradl stránky, a učí se ohýbat čas mystickým Okem Agamotta. Mordo a Wong chytí Strange při činu a varují ho před porušováním přírodních zákonů.
Poté, co Kaecilius pomocí ukradených stránek kontaktuje Dormammua a provede útok na newyorskou Svatyni a zabije jeho strážce, Strange s nimi bojuje, dokud nepřijde Mordo a Prastará. Mordo je naštvaný na Strange poté, co Strange odhalí, že Prastará čerpá sílu z Temné dimenze, aby udržela svůj dlouhý život. Kaecilius později smrtelně zraní Prastarou a uprchne do Hongkongu. Před smrtí řekne Prastará Strangeovi, že i on bude muset ohýbat pravidla, aby porazil Kaeciliuse. Strange a Mordo dorazí do Hongkongu, kde najdou mrtvého Wonga, zničenou Svatyni a Dormammua spolu s Temnou dimenzí pohlcující Zemi. Strange použije Oko ke zvrácení času a záchraně Wonga, poté vstoupí do Temné dimenze a vytvoří kolem sebe a Dormammua časovou smyčku. Poté, co Dormammu opakovaně bezvýsledně zabil Strange, nakonec přistoupil na Strangeův požadavek, aby opustil Zemi a vzal s sebou Kaeciliuse a jeho fanatiky na oplátku za to, že Strange prolomí smyčku. Strange vrátí Oko do Kamar-Taje a usídlí se v newyorské Svatyni, aby mohl pokračovat ve studiu.
V roce 2017, když Thor a Loki dorazí do New Yorku, Strange uvězní Lokiho v portálu a pozve Thora do newyorské Svatyně, kde zpochybňuje jeho motivy přivést Lokiho na Zemi. Thor vysvětluje, že hledají svého otce, takže Strange lokalizuje Odina, uvolní Lokiho a pošle je do Norska.

### Infinity War

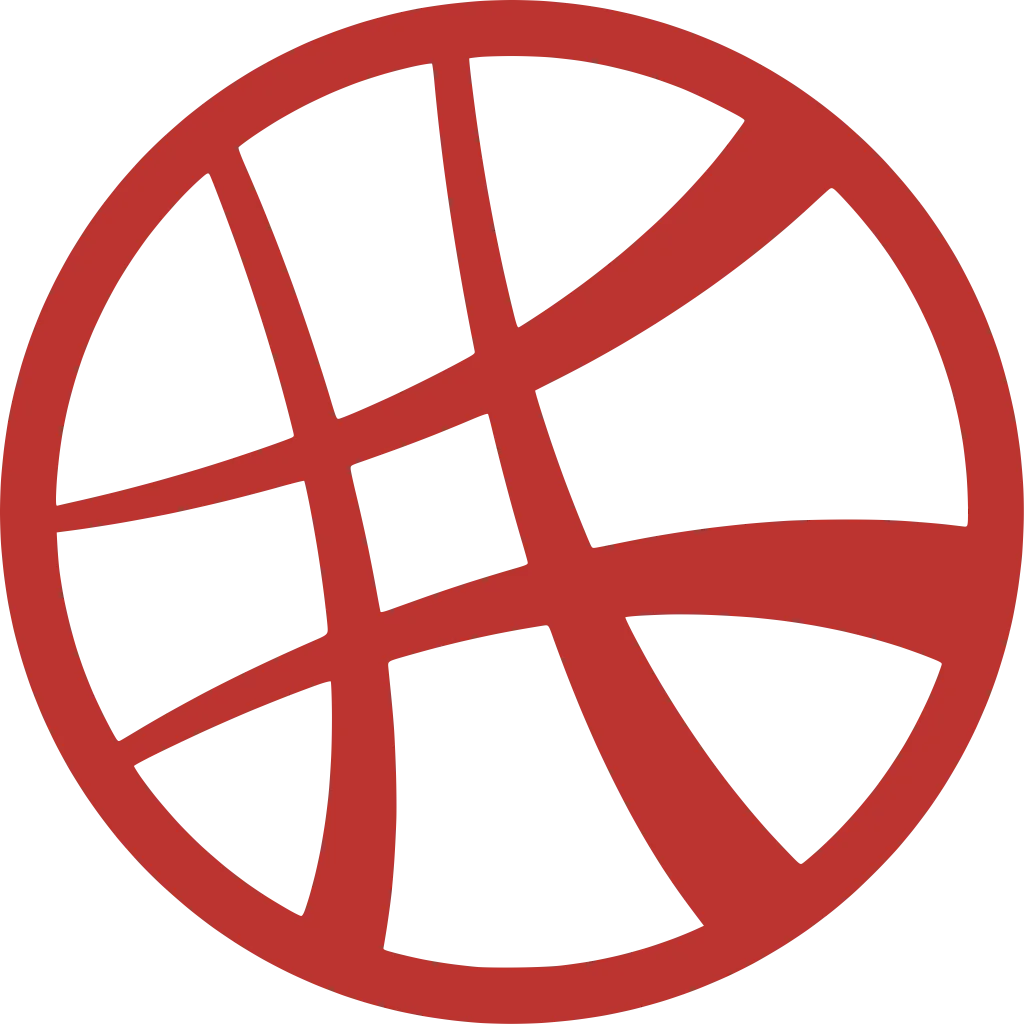
Logo newyorské Svatyně

V roce 2018 si Strange a Wong povídají v newyorské Svatyni, když náhle Bruce Banner spadne přes střechu. Informuje Strange a Wonga o bezprostřední hrozbě, kterou je Thanos. V reakci na to Strange přijde pro Tonyho Starka, aby mu pomohl. Mezitím přiletí Maw a Obsidian získat Kámen času. V tom mu brání Strange spolu se Starkem a Wongem, a později se připojí i Parker, který přijde na pomoc. Maw zachytí Strange, ale nedokáže vzít Kámen času kvůli očarování, a tak vezme Strange do své kosmické lodi, aby ho mučil, dokud neodčaruje Kámen. Stark a Parker však proniknou do lodi, zabijí Mawa a zachrání Strange. Poté přistanou na planetě Titan, kde se měl Maw setkat s Thanosem, ale setkají se zde s Quillem, Draxem a Mantis a společně vytvoří plán proti Thanosovi, jakmile dorazí. Při čekání na něj použije Strange Kámen času k prohlídnutí milionů možných budoucností, ale vidí pouze jednu, ve které Thanos prohraje. Tým spolu s Nebulou, která se později připojila, bojují s Thanosem a jsou téměř úspěšní při odstranění Rukavice nekonečna, dokud rozzuřený Quill nezaútočí na Thanose. Po krátkém boji s Thanosem je Strange poražen, zatímco Stark je smrtelně zraněn, ale je ušetřen, když se Strange vzdá Kamene času. Jakmile dojde k Probliku, Strange řekne Starkovi, že neexistuje jiná cesta, a rozpadne se.

### Bitva s Thanosem
V roce 2023 je Strange obnoven k životu a chvíli na to transportuje sebe, Parkera a Strážce galaxie prostřednictvím portálu do zničené základny Avengers na Zemi, aby se připojili k závěrečné bitvě proti alternativnímu Thanosovi a jeho armádě. Během bitvy naznačí Strange Starkovi, že toto je ta jediná budoucnost, ve které vyhrají. Poté, co se Stark obětuje, aby vyhráli, se Strange později zúčastní jeho pohřbu.

### Pomáhání Parkerovi
V roce 2024, poté, co Quentin Beck odhalil Parkerovu identitu jako Spider-Man, Parker navštíví Strange a požádá ho, aby seslal kouzlo, díky kterému by svět zapomněl, že je Spider-Man, s čímž Strange souhlasí i přes Wongovo varování. Když začne Strange kouzlit, Parker neúmyslně odvede Strangeovu pozornost tím, že při kouzlení mluví a několikrát mění požadavky. Strange proto musí kouzlo zrušit, jelikož se začínaly otevírat trhliny v multivesmíru. O něco později zjistí Strange, že na svět se i přes zrušení kouzla dostala stvoření z jiných vesmírů. Pošle proto Parkera, aby je pochytal a teleportoval do cel. V cele se tak objeví Otto Octavius, Norman Osborn, Flint Marko, Curt Connors a Max Dillon. Strange se je pokusí poslat zpět do jejich domovských vesmírů, ale poté, co se dozvěděl, že někteří z nich zemřou, jakmile se vrátí, Parker ukradne Strangeovi kouzlo. Strange po boji s Parkerem uvízne v zrcadlové dimenzi. Později je vysvobozen Parkerovým přítelem Nedem a je svědkem toho, jak Parker a jeho alternativní verze léčí protivníky. Strangeovo kouzlo je ale zničeno Green Goblinem, což má za následek, že se multivesmír nadále otevírá. Parker řekne Strangeovi, aby kouzlo zkusil znovu a tentokrát nechal svět na jeho existenci úplně zapomenout. Strange, i když se zpočátku zdráhal a varoval Parkera před cenou, souhlasí a sešle kouzlo, což má za následek, že se alternativní Peterové a jejich padouši vrátí do svých domovských vesmírů, zatímco všichni ze Strangeova vesmíru na Parkera zapomenou, včetně samotného Strange.

### Boj se Scarlet Witch
O něco později, se Strange účastní svatby Christine Palmerové. Strange se na svatbě omlouvá Palmerové za své chování v minulosti, když neviditelná bytost náhle zaútočí na město. Strange bytost konfrontuje a pomocí kouzla bytost odhalí – interdimenzionální chobotnice Gargantos. Když Strange bojuje, Wong se připojí k boji a oba nakonec stvoření zabijí a přitom zachrání dívku, která se jim představí jako America Chavez. Chavezová jim vysvětlí, že může pomocí svých schopností cestovat multivesmírem, a že její moc chtějí získat další bytosti včetně Stephena Strange z jejího vesmíru, Země-617, který se pokusil převzít její moc a zároveň ji ochránil před chobotnicí, přičemž Strange-616 (hlavní realita MCU) přesně o tomto okamžiku snil. Chavezová vezme Strange-616 a Wonga ke Strangeově-617 tělu a pohřbí ho.
Strange, se kvůli jejím vědomostem ohledně mnohovesmíru, setká s Wandou Maximovovou, aniž by si uvědomil, že už je ovládnuta Darkholdem a přeměněna na Scarlet Witch. Poté, co Strange řekne Maximovové o Chavezové, má Scarlet Witch v úmyslu využít Chavezovou, aby převzala její moc a mohla být se svými dětmi Billym a Tommym, které vytvořila ve Westview. Strange jí odmítne vydat Chavez a Scarlet Witch proto zaútočí na Kamar-Taj. Během útoku Chavezová spustí svou schopnost, a tak ona a Strange uniknou portálem a zanechají Wonga za sebou s Maximovovou. Maximovová začne provádět kouzlo Darkholdu, „dream-walking“, aby našla verzi Wandy s Billym a Tommym napříč multivesmírem a převzala její tělo. Mezitím, jedna z přeživších čarodějek v Kamar-Taji, se obětuje, aby zničila Darkhold a přerušila tak Wandino kouzlo. Maximovová proto poté přinutí Wonga, aby ji dovedl na horu Wundagore, zdroj síly Darkholdu, což jí umožní znovu získat sílu Darkholdu a jeho kouzel a spojí se se sama sebou ze Země-838.
Strange a Chavez skončí v alternativním vesmíru, označeném jako Země-838, kde jsou zatčeni Mordoem z tohoto vesmíru. Strange se tam také setká s Palmerovou-838, která ho vyšetří. Mordo vezme Strange k Iluminátům, skupinku vytvořenou tamním Strangeem, která se skládá z Mordoa, kapitánky Carterové, Blackagar Boltagon, kapitánky Marie Rambeau, doktora Reeda Richardse a profesora Charlese Xaviera. Ti vysvětlí, jak Strangeovo-838 bezohledné použití Darkholdu k poražení jejich Thanose vyvolalo „invazi“, která zničila další vesmír, což vedlo Ilumináty k tomu, aby ho zabili, čímž se Mordo stal novým Nejvyšším kouzelníkem a obsadil Strangeovo volné místo u Iluminátů. V tom vejde Wanda-616 do Wandy-838, aby zajala Chavezovou a zaútočí na Ilumináti, přičemž zabije všechny kromě Morda, kterého porazí Strange. Strange, Chavezová a Palmerová-838 uniknou do prostoru mezi vesmíry, kde se vydají za Knihou Vishanti, kterou hodlají použít k poražení Scarlet Witch. Zde se však objeví Maximovová, která převezme mysl Chavezové a pomocí jejích sil pošle Strange a Palmerovou do jiného vesmíru. Na Zemi-616 začne Maximovová provádět kouzlo, aby si převzala Chavezové schopnosti.
Strange a Palmerová-838 vstoupí do vesmíru zničeného invazí, kde se Strange setkává s dalším Strangeem, který byl zkažen Darkholdem. Strange-616 zabije Strange tohoto vesmíru a vezme si jeho Darkhold, aby pomocí „dream-walking“ kouzla se vtělil do Strange-617 a šel za Maximovovou. S pomocí Wonga a Chavezové, kterým se podařilo získat kontrolu nad jejími silami, transportují Maximovovou zpět na Zemi-838, do jejího domu z tohoto vesmíru, kde si uvědomí, že její činy vyděsily Billyho a Tommyho z tohoto vesmíru před jejich matkou. Z lítosti nad svými činy Maximovová zničí Darkhold ve všech vesmírech, obětuje se použitím svých sil ke svržení hory Wundagore. Strange, Chavezová a Wong se vrátí na Zemi-616, zatímco Palmer-838 se vrátí do jejího domova a Chavez začne trénovat v Kamar-Taj. Strange-616 si vyvine třetí oko, podobně jako měl Darkhold-Strange, a osloví ho čarodějka, která ho vyzve, aby odvrátil invazi z Temné dimenze.

## Alternativní verze

### Co kdyby…?

#### Doctor Strange Supreme
V alternativním roce 2016 Strange přijde do Kamar-Taj a stane se mistrem mystických umění poté, co Palmerová zemřel při autonehodě. Podnikne nespočet pokusů zvrátit smrt Palmerové pomocí Agamottova oka, ale selže, ať se o cokoli pokusí. Strange je informován Prastarou, že událost je absolutním bodem v čase, protože výsledný paradox by poškodil reality. Strange odmítne poslouchat a uteče do Library of Cagliostro, kde tráví staletí vstřebáváním magických bytostí a stane se tak monstrózní verzí sám sebe – Doctor Strange Supreme. Po zjištění, že Prastará použila kouzlo z Temné dimenze, aby ho rozdělila na dvě bytosti, přičemž druhá polovina se vyrovnala se smrtí Palmerové, Strange Supreme konfrontuje Doctora Strange a nakonec ho pohltí, zatímco se jejich vesmír rozpadá. Strange Supreme prosí o pomoc Watchera, který však odmítne, protože nerespektoval varování Prastaré a že se zavázal, že nebude zasahovat do událostí mnohovesmíru. Jak se jeho vesmír hroutí, Strange Supreme bezmocně sleduje, jak Palmerová mizí z existence a sám zůstává v mezi-dimenzi.
O něco později Strange navštíví Watchera, který ho požádá o jeho pomoc při porážce Ultrona z jiného vesmíru.
Strange Supreme se poté spojí s kapitánkou Carterovou, Star-Lordem – T'Challou, Thorem, Gamorou a Erikem „Killmongerem“ Stevensem, aby bojovali s Ultronem. Zatímco se nachází v jiném vesmíru, Thor předčasně upozorní Ultrona na jejich polohu a přiměje Strange přepravit hordu zombie z jiného vesmíru, aby odvrátil Ultronovu pozornost při útěku. V Ultronově domovském vesmíru se setkají s Natašou Romanovovou a tým bojuje s Ultronem. Poté, co Romanovová a Carterová úspěšně nahrají vědomí Arnima Zoly do Ultronova těla, Killmonger je zradí, ale je Strangem uvězněn v mezi-dimenzi se Zolou a je pověřen Strážcem, aby je sledoval navěky.

#### Zombie
V alternativní časové linii se Stephen Strange stává Mistrem mystických umění, ale autonehoda nezpůsobí ztrátu jeho rukou, ale smrt jeho milenky Christine Palmerové. Proto začne hledat možnost jak ji přivést zpět, ale pouze způsobí, že obnovená Palmerová i tak zemře a Strange zničí vesmír.

### Mnohovesmír šílenství

#### Defender Strange
V alternativní realitě Strange chrání Americu Chavez před interdimenzionálním démonem, který se jí pokouší ukrást schopnosti. Strange s Americou nemohou ale uniknout a Strange se tak rozhodne že se jí pokusí její sílu ukrást. Je však smrtelně zraněn démonem a Chavez sebe i Strange pošle na Zemi-616 (hlavní realita v MCU), kde na následky zranění umírá. Strange ze Země-616 a Wong najdou a schovají tělo, a později ho Strange-616 pomocí kouzla „dream-walking“ použije v boji se Scarlet Witch.

#### Supreme Strange ze Země-838
V alternativní realitě Země-838 je Strange členem Iluminátů, ale jeho bezohledné zneužití Darkholdu ve snaze porazit Thanose vytvoří „spojení vesmírů“, který zničí další vesmír. Byl proto popraven Black Boltem, čímž se Karl Mordo stal novým Nejvyšším kouzelníkem na Zemi-838. Po jeho skonu Ilumináti lhali světu tím, že jim řekli, že se Strange obětoval, aby zabil Thanose, a na jeho počest byla v newyorské svatyni postavena socha, která mu udělila titul „Nejmocnějšího hrdiny Země“.

#### Darkhold-Sinister Strange
V alternativní realitě použil Strange Darkhold k procházení snů a hledání jiných verzí sebe sama, kteří by mohli šťastně žít s Christine Palmerovou. Poté co žádnou verzi nenašel, vydal se zabít další verze sebe sama, čímž téměř zničil svůj vlastní vesmír. Když 616-Strange a 838-Palmerová vstoupí do tohoto vesmíru, 616-Strange bojuje a nakonec zabije tohoto Strange.

## Výskyt

### Filmy
- Doctor Strange
- Thor: Ragnarok
- Avengers: Infinity War
- Avengers: Endgame
- Spider-Man: Bez domova[7]
- Doctor Strange v mnohovesmíru šílenství

### Seriály
- Co kdyby…? [8]